# Frank Martin
Frank Martin (1890-1974) là nhà soạn nhạc, nhà phê bình âm nhạc, nhà sư phạm người Thụy Sĩ.

## Cuộc đời và sự nghiệp
Frank Martin học nhạc tại Nhạc viện Genève. Sau đó, Martin làm việc tại Zürich, Rome và Paris. Trong các năm 1928-1938, ông dạy nhạc tại Viện Thể dụ nhịp điệu Jacques-Dalcroze. Năm 1946, Frank chuyển sang Hà Lan sinh sống. Trong khoảng thời gian 1950-1955, ông trở thành giáo sư của Đại học Tổng hợp Genève. 

## Phong cách sáng tác
Những tác phẩm thời kỳ đầu của Martin Frank thể hiện rõ ông chịu ảnh hưởng của âm nhạc Pháp, cụ thể là âm nhạc của những César Franck, Gabriel Fauré và Maurice Ravel. Về sau, tức là từ năm 1930 trở đi, Frank lại chịu ảnh hưởng của âm nhạc hệ thống 12 cung. Nhưng sau đó, cuối thập niên 1930, ông lại kết hợp yếu tố của hệ thống âm nhạc đó với những nguyên tắc của âm nhạc điệu thức truyền thống.

## Những tác phẩm
Martin Frank đã để lại :
- Các vở opera:

- Báo táp (theo một tác phẩm của William Shakespeare, 1956)
- Quý ngài Pourceaugnac (1960-1962)

- 3 vở ballet
- Các bản oratorio, nổi bật là Hòa bình cho trái đất (1944)
- Những tác phẩm cho dàn nhạc giao hưởng, đáng chú ý là giao hưởng cho piano, ơcmebalo, đàn hạc và hợp xướng
- Các bản concerto, nổi bật là:
- hai bản concerto cho piano
- Bản concerto cho đàn hạc
- Những tác phẩm nhạc thính phòng, trong đó có hai bản sonata cho violin và piano
- Những bản romance
- Bản nhạc hợp xướng có nhạc đệm và a cappella

## Vinh danh
Tên của Frank Martin được đặt cho tiểu hành tinh 24671 Frankmartin.